# ミスFLASH
ミスFLASH（ミスフラッシュ）は、『FLASH』が主催するミス・コンテスト。同誌の創刊20周年を記念して2006年に創設された。

## 受賞者
| 回数   | 年     | グランプリ （出身地）                                                                 | その他の賞                                                | エントリー |
| ------ | ------ | ------------------------------------------------------------------------------------- | --------------------------------------------------------- | --- |
| 第1回  | 2006年 | 稲生美紀（東京都）                                                                    | 準グランプリ：吉原夏紀、ますきあこ 審査員特別賞：山本由貴 | |
| 第2回  | 2007年 | 辰巳奈都子（東京都）                                                                  | 準グランプリ：谷麻紗美、吉田もも                          | |
| 第3回  | 2008年 | 澤田友美（北海道）                                                                    | 準グランプリ：野田彩加 審査員特別賞：かの夏帆             | |
| 第4回  | 2009年 | 柳本絵美（東京都）                                                                    | 準グランプリ：平有紀子、村上友梨                          | |
| 第5回  | 2011年 | 仁藤みさき（神奈川県） 鈴木ふみ奈（埼玉県） 黒田有彩（兵庫県） 斎藤眞利奈（神奈川県） |                                                           | |
| 第6回  | 2012年 | 遠野千夏（北海道） 小松美咲（静岡県） 葉加瀬マイ（静岡県）                            |                                                           | |
| 第7回  | 2013年 | 池田裕子（神奈川県） 階戸瑠李（石川県） 永井里菜（埼玉県）                            |                                                           | ファイナリスト 秋谷綾乃、神山エリカ、幸野ゆりあ、坂ノ上朝美、佐藤夢、椎名えるな、中川静香、萌木七海、吉田ゆい                                                                     |
| 第8回  | 2014年 | 加藤智子（愛知県） 尾崎礼香（大阪府） Kagami（東京都）                                |                                                           | ファイナリスト 糸山千恵、大蔵愛、渡辺万美、三輪晴香、光上せあら、林弓束、辺見玲菜、青木ゆみか、あべみほ                                                                           |
| 第9回  | 2015年 | あべみほ（北海道） 為近あんな（奈良県） 星乃まおり（群馬県）                          |                                                           | ファイナリスト 橘さり、椎名香奈江、西永彩奈、松本ゆん、寺口智香、ソラ豆琴美、美沙玲奈、宮崎まこ、木下愛純                                                                         |
| 第10回 | 2016年 | 川崎あや（神奈川県） 豊田瀬里奈（愛知県） 中野杏（広島県）                            |                                                           | ファイナリスト 吉沢さりぃ、後藤ちひろ、川口たか子、大沼采奈、大山ひかり、白川卯奈、浅香美咲、工藤夢、下村なつき、磯野未来、新庄千歳、樹智子                                       |
| 第11回 | 2017年 | 月城まゆ（兵庫県） 吉澤玲菜（群馬県） 池田ゆり（神奈川県）                            |                                                           | ファイナリスト 駒井まち、茜結、宮藤あどね、樋井紅陽、鈴原優美、森ちあき、南美羽、津田菜都美、藍田愛、星夢まりな、百武あい、吉田茉寿美                                             |
| 第12回 | 2018年 | 小島瑠那（千葉県） 保﨑麗（東京都） 麻亜子（大阪府）                                  |                                                           | ファイナリスト 藍田麻利衣、岡田ちほ、加藤圭、南野きり、airi、中嶋魁、柚木えりな、月宮まどか、吉野七宝実、藤田あずさ、新宮里奈、二井カオ                                           |
| 第13回 | 2019年 | 沙倉しずか（北海道） 山岸奈津美（大阪府） 阿南萌花（神奈川県）                        |                                                           | ファイナリスト 水萌みず、結城亜美、水原乙、桜井みき、月元しょうこ、菅原彩理沙、川島愛里沙、ラク、沖名瑠美、江藤菜摘、開坂映美、街乃あかり                                         |
| 第14回 | 2020年 | 藤田いろは（千葉県） 崎川みずき（愛知県） 白宮奈々（兵庫県）                          | 審査員特別賞：日野アリス                                  | ファイナリスト 瀬戸ローズ、塚田綾佳、佐々木萌香、平崎里奈、河原桃子、東坂みゆ、早川みゆき、山口紗矢佳、エリス瑛菜、ヲヲタリンリン、梶谷唯                                         |
| 第15回 | 2021年 | 霧島聖子（大阪府） 益田アンナ（大阪府） 名取くるみ（千葉県）                          | 審査員特別賞：高槻実穂 マシェバラ敢闘賞：天野紗也加       | ファイナリスト 高橋みお、奥村美香、稲岡志織、水谷彩咲、孤々ちーりん、山之内優美、目黒りお、やのかえで、桃瀬こなつ、旭桃果                                                         |
| 第16回 | 2022年 | 大塚杏奈（愛知県） 笹岡郁未（愛媛県） missha（神奈川県）                              |                                                           | ファイナリスト 桜井まい、朝比奈りる、山本紗愛、新海まき、中島由依子、まゆたゆま、神楽坂茜、後藤智香、藤原ひかり、山口穂花、知世、日里麻美                                         |
| 第17回 | 2023年 | 橘舞（愛知県） 弓川いち華（大阪府） 井上晴菜（大阪府）                                |                                                           | ファイナリスト 宮地蘭来、青山泰菜、都丸亜華梨、阿部美月、心愛、石川舞華、福村萌衣、鈴川侑奈、雪野まどか、山本唯奈、日永はるか                                                     |
| 第18回 | 2024年 | 白石時（大阪府） 宮川みやび（山梨県） 遠藤まめ（東京都）                              |                                                           | ファイナリスト 磯貝花音、由利美桜、三葉ゆあ、朝野ナツ、りん、永野蘭、つぶらあい、佐伯桃子、織田いちか、本間ミサ、成瀬結愛、北島萌加                                               |
| 第19回 | 2025年 | 葵成美（三重県） 丸山りさ（岐阜県） MAHO（広島県）                                    | スペシャル賞：鳥海かう                                    | ファイナリスト 穂村ゆうか、村松亜理、尾崎明日香、ぬ。みる、葵くみ、想崎みや、今野夢子、佐藤優衣、宮本なる、和智日菜子、高橋七瀬、橘美羽、秋月みく、小島里奈、榊原明日美、白石希望 |

## 特記
- 第1回 - 第4回大会は（ファイナリストの）10名がエントリーし、グランプリ1名、準グランプリ1 - 2名が選ばれた。回によっては審査員特別賞もあった。
- 第5回大会（2011年）は2年ぶりの開催（2010年は未開催）となり、「セミファイナリスト30名 → ファイナリスト10名 → 4名選出」という形式だったが、準グランプリ・審査員特別賞はなかった。グランプリの発表はニッポン放送のイマジンスタジオで行われ、その模様は『サタデーキューティナイト アイドルスタジオNo.1』で録音放送された。また、上記4名とこの回のエントリー者のうちの5名（椎名歩美、しづか、堀口アンナ、石原美優、大津琴子）がアイドルユニット「G☆Girls」（ジー・ガールズ）を結成。2011年9月にデビューシングルをリリースし、メンバーを変更しながら活動を続けていたが、2018年9月16日をもって解散した[12]。
- 第6回大会（2012年）は「セミファイナリスト30名 → ファイナリスト12名[注 1] → 3名選出」という形式だったが、第5回大会同様、準グランプリ・審査員特別賞はなかった。グランプリの発表は同じくイマジンスタジオで行われた。また、遠野や小松と共にグランプリを受賞した葉加瀬マイはそれまで本名である「袴田真衣」で活動していたが、これを機に芸名「葉加瀬マイ」と改名した[13][14]。
- 第7回大会（2013年）以降も準グランプリや特別賞の位置付けが行われておらず、グランプリが3名という体制が続いているが、2020年は2008年以来となる審査員特別賞が追加された。
- 第5回から第9回まで毎年2月上旬にグランプリが発表されていたが、第10回大会（2016年）以降は1月上旬 - 中旬に前倒しされ現在に至る。
- 初期の頃は漫画週刊誌系のミス・コンテスト（ミスマガジン、制コレ）と同様10代後半の受賞者が目立ち、平成生まれ初のグランプリが出た第4回（2009年）では応募者の平均年齢が18歳と若かった[15]。しかし第7回（2013年）の池田裕子[注 2]を境に20代後半以上の年齢でグランプリを受賞する者が多くなってきた反面、20歳未満のグランプリ受賞者は第12回（2018年）の保﨑麗[注 3] を最後に出ていない（2024年1月時点）。
- 遠野千夏、あべみほ、川崎あや、沙倉しずか、藤田いろは、霧島聖子、益田アンナ、名取くるみといったレースクイーン経験者の受賞も目立つのが特徴で、2023年1月14日に東京オートサロン（幕張メッセ）内で発表された『日本レースクイーン大賞2022』では、第15回（2021年）グランプリだった名取くるみがRQ大賞グランプリを獲得。益田アンナがテレビ東京賞を受賞[16]。また霧島聖子も日本レースクイーン大賞2019で大賞に入賞しており[17]、霧島・益田・名取が上位に入ったことを伝えたFLASH2021年2月2日号（第1589号）では“史上最強”のキャッチコピーが付く程となった[18]。
- 第13回（2019年）では、グランプリ受賞者が最終結果発表号の表紙を初めて飾り、以後第14回以降の発表号では表紙と巻頭グラビアをミスFLASH上位入賞者が飾っている。
- 2020年8月28日、第7回グランプリの一人だった階戸瑠李が31歳で急死。ミスFLASH上位入賞のタレントとしては初の物故者となった[19]。
- 第17回（2023年）でグランプリになった橘舞は、ミスFLASH史上初の敗者復活からのグランプリ獲得となった[20]。また第18回（2024年）でグランプリになった白石時は、ミスFLASH史上初となる21世紀生まれのグランプリ獲得となった[21]。

## 主な記録
| ジャンル                    | 受賞者 （年・回）             | 記録                            | 備考                                                          |
| --------------------------- | ----------------------------- | ------------------------------- | ------------------------------------------------------------- |
| 歴代最年長 グランプリ       | 沙倉しずか （2019年・第13回） | 32歳 （1986年9月20日生まれ）    | 2位：霧島聖子 - 29歳 3位：大塚杏奈 - 28歳                     |
| 歴代最年少 グランプリ       | Kagami （2014年・第8回）      | 16歳 （1998年1月8日生まれ）     |                                                               |
| 平成生まれ 初のグランプリ   | 柳本絵美 （2009年・第4回）    | 1992年（平成4年）4月20日生まれ  |                                                               |
| 昭和生まれ 最後のグランプリ | 沙倉しずか （2019年・第13回） | 1986年（昭和61年）9月20日生まれ |                                                               |
| 21世紀生まれ 初のグランプリ | 白石時 （2024年・第18回）     | 2002年（平成14年）9月13日生まれ |                                                               |
| 20代女性 初のグランプリ     | 澤田友美 （2008年・第3回）    | 満24歳 （1984年5月11日生まれ）  | グランプリ発表号 （2008年4月8日発売・第1001号）時点では23歳。 |